# Јелисавета Милица Бандић
Јелисавета Милица-Мица Бандић (Кикинда, 25. септембар 1891 — Београд, 23. новембар 1961) била је југословенска и српска драмска глумица.

## Биографија
Рођена је 1891. године у Кикинди, у уметничкој породици, од оца глумца и мајке књижевнице. Милица је одмалена показивала таленат за глуму, а након завршетка основне школе, у родној Кикинди уписује и Вишу девојачку школу, коју завршава са одличним успехом. Своје школовање наставља уписујући једногодишњи трговачки курс у Новом Саду, а након тога трогодишњу глумачку школу, односно Конзерваторијум за музику и драмску уметност у Бечу.

## Породица
Миличина мајка, Даница Бандић (1871—1950) била је учитељица, ауторка драма и дечије књижевности, а њен отац Милош Бандић, био је учитељ, управник школе глумац, члан Српског народног већа и делегат Велике народне скупштине Војводине. Миличин брат, Милан Бандић Бата такође је био глумац, редитељ, преводилац и драмски писац. Велики број људи из њене породице су били уметници и глумци, њен деда са мајчине стране био је Лаза Телечки, славни глумац, редитељ, драмски писац и преводилац.

## Глумачка каријера
Након завршетка школе, Милица је била, од 15. јануара 1913. године до Првог светско рата била чланица Народног позоришта у Београду. За време рата играла је у Босанско-херцеговачком путујућем позоришту.
Иако је потицала из доста познате, уметничке и глумачке породице, градила је каријеру и остала упамћена због њених а не породичних вредности. Након Првог светско рата, од 1919. године била је чланица Српског народног позоришта у Новом Саду, где је остала врло кратко, до 1. јуна 1919. године, када се пензионисала. Након пензионисања од 1926. године поново је постала чланица Народног позоришта у Београду и у исто време држала дечији час на Радију Београд.
Била је изузетно образована и талентована драмска глумица, али се са сцене повукла када се од ње највише очекивало. У Народном позоришту у Београду одиграла је велики број улога, као Шекспирова Јулија, Чеховљева Соња, Миробоова Жермена, Гонерила и Регана (Краљ Лир), Јелена (Сан летње ноћи), Јудита (Уријел Акоста), Соња (Ујка Вања), Жермена (Посао је посао), Олга (Голгота) и многе друге улоге.

## Смрт
Преминула је 25. новембра 1961. године у Београду у 70. години живота.